# Josef Liška (odbojář)
Josef Liška (22. října 1922 Přímětice – 6. února 1952 Věznice Pankrác) byl český jirchář, protikomunistický odbojář a agent chodec odsouzený v politickém procesu komunistickým režimem k trestu smrti a v roce 1952 popraven.

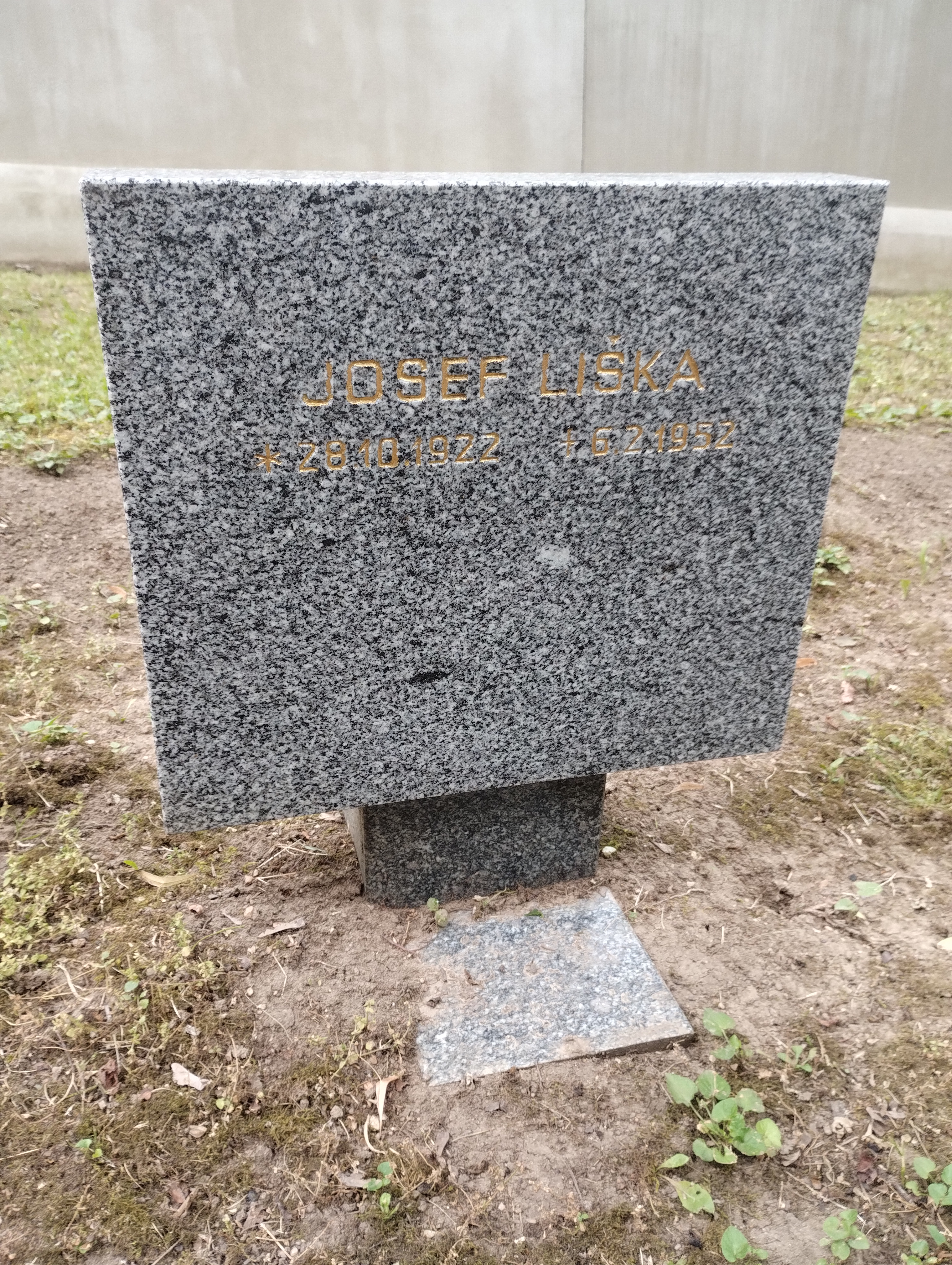
Symbolický náhrobek J. Lišky na Čestném pohřebišti v Ďáblicích

Narodil se v roce 1922 v Příměticích. Za Protektorátu byl z nezjištěných důvodů vězněn. Vězněn byl i po únorovém převratu od roku 1950 za zpronevěru. Byl odeslán do pracovního tábora v Jáchymově. Odtud se mu podařilo z Československa uprchnout a emigrovat na západ, kde se zapojil do služeb americké zpravodajské služby CIC a stal se agentem chodcem. Zpět do Československa byl odeslán v říjnu 1951, přičemž ještě téhož měsíce byl v Československu zadržen. Ve velkém exemplárním politickém procesu s agenty chodci byl za trestné činy velezrady a vyzvědačství v lednu 1952 odsouzen k trestu smrti. Popraven byl v únoru 1952.